# Alpha-Centauriden
Die Alpha-Centauriden sind ein von Mitteleuropa aus unbeobachtbarer Meteorstrom. Ihr Radiant liegt in der Nähe von Rigel Kentaurus und hat gewöhnlich eine ZHR von 6 Meteoren pro Stunde. In den Jahren 1974 und 1980 stieg die ZHR jedoch bis auf 30 Meteore pro Stunde an.